# 명석면
명석면(鳴石面)은 대한민국 경상남도 진주시의 면이다. 넓이는 69.3km2이고, 인구는 2006년 기준으로 5,320명이다.

## 행정 구역
- 관지리(觀旨里)
- 가화리(佳花里)
- 신기리(新基里)
- 왕지리(旺旨里)
- 남성리(南星里)
- 덕곡리(德谷里)
- 오미리(五美里)
- 외율리(外栗里)
- 용산리(龍山里)
- 우수리(雨水里)
- 계원리(桂垣里)